# Cavendishia speciosa
Cavendishia speciosa är en ljungväxtart som beskrevs av A. C. Smith. Cavendishia speciosa ingår i släktet Cavendishia och familjen ljungväxter. Inga underarter finns listade i Catalogue of Life.